# Armadillidae
Armadillidae es una familia de crustáceos isópodos. Sus 163 especies reconocidas se distribuyen por las zonas tropicales y templadas.

## Géneros
Se reconocen los 83 siguientes:
- Acanthodillo Verhoeff, 1926 (10 especies)
- Aethiopodillo Taiti, Paoli & Ferrara, 1998 (2 especies)
- Akermania Collinge, 1919 (4 especies)
- Anchicubaris Collinge, 1920 (3 especies)
- Annobodillo Schmalfuss & Ferrara, 1983 (1 especie)
- Anthrodillo Verhoeff, 1946 (1 especie)
- Armadillo Latreille, 1802 (66 especies)
- Aulacodillo Verhoeff, 1942
- Australiodillo Verhoeff, 1926
- Barnardillo Arcangeli, 1934
- Barrowdillo Dalens, 1993
- Bethalus Budde-Lund, 1909
- Buddelundia Michaelsen, 1912
- Calendillo Dalens, 1993
- Calmanesia Collinge, 1922
- Chelomadillo Herold, 1931
- Coronadillo Vandel, 1977
- Cosmeodillo Vandel, 1972
- Cristarmadillo Arcangeli, 1950
- Ctenorillo Verhoeff, 1942
- Cubaris Brandt, 1833
- Cubaroides Vandel, 1973
- Cuckoldillo Lewis, 1998
- Diploexochus Brandt, 1833
- Dryadillo Taiti, Ferrara & Kwon, 1992
- Echinodillo Jackson, 1935
- Emydodillo Verhoeff, 1926
- Ethelumoris Richardson, 1907
- Feadillo Schmalfuss & Ferrara, 1983
- Filippinodillo Schmalfuss, 1987
- Formosillo Verhoeff, 1928
- Gabunillo Schmalfuss & Ferrara, 1983
- Globarmadillo Richardson, 1910
- Glomerulus Budde-Lund, 1904
- Hawaiodillo Verhoeff, 1926
- Hybodillo Herold, 1931
- Kimberleydillo Dalens, 1993
- Laureola Barnard, 1960
- Leucodillo Vandel, 1973
- Lobodillo Herold, 1931
- Merulana Budde-Lund, 1913
- Merulanella Verhoeff, 1926
- Mesodillo Verhoeff, 1926
- Myrmecodillo Arcangeli, 1934
- Nataldillo Verhoeff, 1942
- Neodillo Dalens, 1990
- Nesodillo Verhoeff, 1926
- Ochetodillo Verhoeff, 1926
- Orodillo Verhoeff, 1926
- Orthodillo Vandel, 1973
- Pachydillo Arcangeli, 1934
- Papuadillo Vandel, 1973
- Parakermania Vandel, 1973
- Paraxenodillo Schmalfuss & Ferrara, 1983
- Pericephalus Budde-Lund, 1909
- Polyacanthus Budde-Lund, 1909
- Pseudodiploexochus Arcangeli, 1934
- Pseudolaureola Kwon, Ferrara & Taiti, 1992
- Pseudolobodillo Schmalfuss & Ferrara, 1983
- Pyrgoniscus Kinahan, 1859
- Reductoniscus Kesselyak, 1930
- Rhodesillo Ferrara & Taiti, 1978
- Schismadillo Verhoeff, 1926
- Sinodillo Kwon & Taiti, 1993
- Sphaerillodillo Arcangeli, 1934
- Sphaerilloides Vandel, 1977
- Sphenodillo Lewis, 1998
- Spherillo Dana, 1853
- Stigmops Lillemets & Wilson, 2002
- Sumatrillo Herold, 1931
- Synarmadillo Dollfus, 1892
- Togarmadillo Schmalfuss & Ferrara, 1983
- Tongadillo Dalens, 1988
- Triadillo Vandel, 1973
- Tridentodillo Jackson, 1933
- Troglarmadillo Arcangeli, 1957
- Troglodillo Jackson, 1937
- Tuberillo Schultz, 1982
- Venezillo Verhoeff, 1928 (2 especies)